# Steve McAdam
Steven „Steve“ McAdam (* 2. April 1960 in Portadown; † 21. Februar 2004 in Donaghadee) war ein nordirischer Fußballspieler. McAdam spielte mehrere Jahre als Profi in England und auf Zypern. 

## Karriere
McAdam wurde 1976 von Gibby McKenzie zum nordirischen Erstligisten FC Portadown gelotst, nachdem er diesem als Kapitän eines nordirischen Jugendnationalteams bei einem internationalen Turnier aufgefallen war. 1977 nahm er mit Nordirland am UEFA-Juniorenturnier in Belgien teil. Bald darauf folgten auch Interessenten aus der englischen Football League, ein Angebot des FC Arsenal wurde von McAdams Eltern mit Verweis auf seine laufende Ausbildung zum Elektriker abgelehnt. Im Sommer 1978 wechselte er schließlich gemeinsam mit seinem Mannschaftskameraden Jim Gardiner für eine jeweilige Ablösesumme von £10.000 zum englischen Zweitligisten FC Burnley. Bis zu seinem Debüt dauerte es bis zum April 1980, als er Ian Brennan beim 1:1 gegen Newcastle United auf der Linksverteidigerposition ersetzte. McAdam stand auch an den letzten vier Spieltagen im Kader, dies blieben aber seine einzigen Einsätze für Burnley, das am Saisonende in die Third Division abstieg. McAdam lehnte ein neues Vertragsangebot von Burnley ab, auch weil mit David Holt ein neuer Linksverteidiger verpflichtet wurde. McAdam war in den folgenden Monaten bei Oldham Athletic und dem FC Barnsley auf vertragsloser Basis aktiv, kam dabei aber zu keinen Pflichtspieleinsätzen. 
Im November 1980 erhielt er schließlich beim Viertligisten Wigan Athletic einen Vertrag und kam bis Saisonende auf 25 Ligaeinsätze. In der anschließenden Spielzeit 1981/82 reichte es für den ruhigen und geradlinigen Außenverteidiger nur noch zu einem Saisoneinsatz, als seine Mannschaftskameraden den Aufstieg in die Third Division sicherstellten. McAdam erhielt anschließend keinen neuen Vertrag und wurde von Frank O’Farrell zum zyprischen Erstligisten EPA Larnaka geholt, wo er drei Jahre aktiv war. Wiederkehrende Verletzungsprobleme behinderten ihn dabei zunehmend, bevor bei ihm das Chronische Fatigue-Syndrom diagnostiziert wurde. 
McAdam kehrte nach Nordirland zurück und ließ sich in Bangor nieder, wo er mit seiner Frau und seinen zwei Kindern lebte. Mit zunehmender Schwere der Krankheit und der damit verbundenen Hilfsbedürftigkeit, erkrankte McAdam an Depressionen und unternahm mehrere Selbstmordversuche. 2004 wurde er, obwohl akut suizidgefährdet, aus einer Klinik entlassen und in die Obhut seiner Familie übergeben, weil in ganz Nordirland kein einziger stationärer Therapieplatz zur Verfügung stand. Keine 48 Stunden nach seiner Entlassung nahm er sich am Hafen von Donaghadee das Leben, als er mit seinem Auto in die Irische See fuhr.
Auf Betreiben seiner Familie kam es 2008 zu einer gerichtlichen Untersuchung und zudem zu einem Treffen mit dem nordirischen Gesundheitsminister Michael McGimpsey, der eine Verbesserung der Unterbringung von psychiatrischen Notfällen versprach.